# Wolseley Seven
Der Wolseley Seven war der erste und einzige Kleinwagen, den Wolseley zwischen den beiden Weltkriegen herausbrachte. Er erschien 1922.
Der Wagen besaß einen Zweizylindermotor mit 983 cm³ Hubraum und Wasserkühlung. Er wurde auf einem Fahrgestell mit 2464 mm Radstand geliefert. Der zweisitzige Coupé-Aufbau war 3302 mm lang. Das Leergewicht des mit Holzspeichenrädern ausgestatteten Fahrzeuges lag bei 483 kg.
1925 wurde die Produktion bereits wieder beendet. Erst 1946 sollte Wolseley mit dem Eight, einem Derivat des Morris Eight, wieder einen Kleinwagen anbieten.